# Tutty Tran

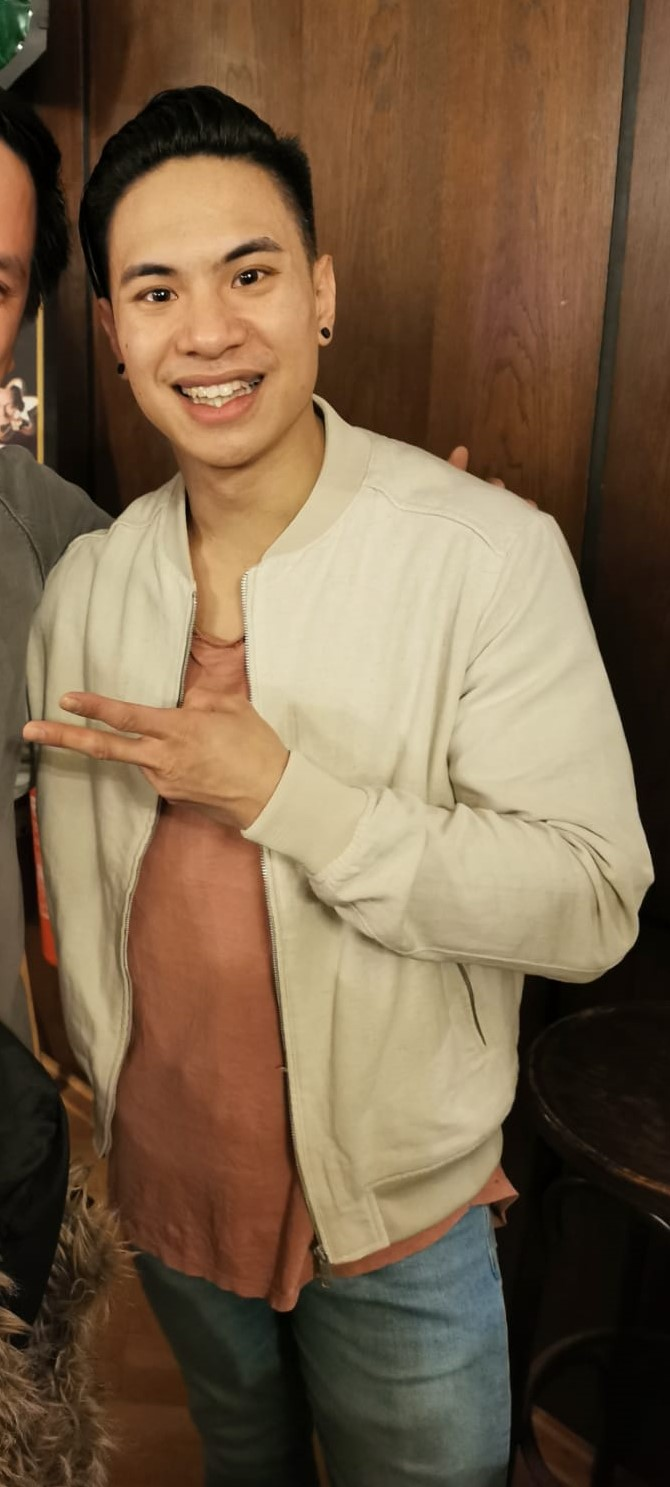
Tutty Tran (2019)

Tutty Tran (* 1988 in West-Berlin als Thomas To Truong Tran) ist ein deutscher Stand-up-Comedian.

## Leben und Wirken
Tutty Tran wuchs als Sohn vietnamesischer Eltern, die Ende der 1970er Jahre als sogenannte Boatpeople nach Deutschland kamen, im Berliner Bezirk Neukölln auf.
Tran veröffentlichte zunächst YouTube-Videos zum Thema Fitness. Seit 2016 tritt er als Stand-up-Comedian auf.
2017 spielte Tran in einer Nebenrolle im Kurzfilm Obst & Gemüse des Regisseurs Duc Ngo Ngoc den Sohn des Protagonisten.
Als Comedian hatte er Gastauftritte bei Chris Tall Presents ... auf Amazon Prime, bei Faisal Kawusi, bei Genial daneben – Das Quiz sowie im Quatsch Comedy Club. Im Herbst 2019 ging er mit einem Live-Programm auf Tour. Mit Teilen seines Programms trat er in der Sat.1-Show Die besten Comedians Deutschlands auf. Im September 2023 wurde er in der NDR Talk Show interviewt.
Im Januar 2025 hatte Tran 390.000 Follower bei Facebook, 614.000 Abonnenten bei Instagram und 96.000 bei YouTube.

## Auszeichnungen
- Quatsch Comedy Club Talentschmiede 2017 – Finalist
- NDR ComedyContest – Finalist
- 2019: NightWash Talent Award – 1. Platz[5]
- 2020: Stuttgarter Besen, Silberner Besen

## Auftritte
- 2017: Nightwash, (Sat.1)
- 2018: Quatsch Comedy Club (Sky1)[11]
- 2019: 1:30 (ProSieben)
- 2019: Faisal Kawusi Show (Sat.1)
- 2020: Genial daneben – Das Quiz (Sat.1)[12]
- 2021: Das Supertalent (RTL) als Huan Son
- 2024: Die besten Comedians Deutschlands (Sat.1)[6]

## Filmografie
- 2017: Obst & Gemüse (Kurzfilm)
- ab 2022: Doppelhaushälfte (Fernsehserie)
- 2025: Das Kanu des Manitu

## Live-Programme
- 2019–2021: Augen zu und durch
- 2022–2023: HAI DAI MAU